# Mänsklig visdom djupt förstummas
Mänsklig visdom djupt förstummas är en psalm med engelsk text efter den grekiska Sankt Jakob liturgin och musiken är en fransk folkmelodi från 1600-talet. Texten översattes till svenska 1960 av Johan Gustafsson och bearbetades 1985 av Göran Almlöf. Texten bygger på Filipperbrevet 2:5-11. Koralsatsen i Herren Lever 1977 är skriven av Gunno Södersten.

## Publicerad i
- Herren Lever 1977 som nummer 822 under rubriken "Fader, Son och Ande - Jesus vår Herre och Broder".[2]
- Psalmer och Sånger 1987 som nummer 385 under rubriken "Fader, Son och Ande - Jesus, vår Herre och broder".[1]